# Pierre de Fontaines
Pierre de Fontaines († nach 1289) war ein königlicher Amtsträger im mittelalterlichen Frankreich und Legist.
Fontaines wird zwischen den Jahren 1253 und 1289 mehrfach als Bailli des Vermandois und als Mitglied des Pariser Parlaments, dem höchsten Gerichtsgremium der französischen Krone, genannt. Joinville (Vie de Saint Louis) berichtete, dass Fontaines einer der juristischen Berater von König Ludwig dem Heiligen war, dem er bei dessen Gerichtstagen unter der Eiche von Vincennes beratend zur Seite stand.
Auf Bitten des Königs begann Fontaines 1254 mit dem Verfassen der Rechtsschrift Conseil à un ami, einer Sammlung von Gewohnheitsrechten, die er 1258 vollendete. Dieses Werk sollte vermutlich dem Thronfolger Ludwig als ein juristisches Lehrbuch dienen, in dem Fontaines anhand konkreter Beispiele aus der Verwaltung seiner Balliage aufzeigt, dass man weder dem geschriebenen Gemeinrecht noch dem eigentlichen Gewohnheitsrechten (franz.: Coutumes) folgen kann. Vielmehr verfocht Fontaines eine stärkere Anwendung des römischen Rechts, besonders des zweiten und dritten Buchs des Codex Iustinianus, als Alternative zu den Coutumes.
Fontaines Werk gilt neben den Établissements de Saint Louis, den Coutumes de Beauvaisis von Beaumanoir und dem Livre de Jostice et de Plet, als eines der großen Rechtsbücher, welche im 13. Jahrhundert die Gewohnheitsrechte in Frankreich festgehalten haben.